# Ordre de l'Amitié (Russie)
Pour les articles homonymes, voir Ordre de l'Amitié.
L'ordre de l'Amitié (en russe : Орден Дружбы, Orden droujby) est une distinction honorifique civile de la fédération de Russie, décernée depuis le 2 mars 1992.

## Histoire
L'ordre de l'Amitié est une décoration créée par oukaze du président de la fédération de Russie, le 2 mars 1992. Elle succède à l'ordre de l'Amitié des peuples, une décoration créée le 17 décembre 1972 en Union soviétique. Parmi ses récipiendaires l'on peut distinguer le professeur Vitaly Naoumkine ou Bachar el-Assad.
En France, Maurice Druon, de l'Académie française, le reçut en 1993 de Boris Eltsine, Marek Halter et Claude Blanchemaison en 2003 par décret de Vladimir Poutine. Le 4 novembre 2017, au Kremlin, Jean-Pierre Chevènement et Gilles Rémy le reçoivent de Vladimir Poutine. Micheline Calmy-Rey la reçoit en 2014.

## Source
- (en) Cet article est partiellement ou en totalité issu de l’article de Wikipédia en anglais intitulé « Order of Friendship » (voir la liste des auteurs).
- Anne de Chefdebien, Nicolas Botta-Kouznetzoff, Récompenses d'État de la Fédération de Russie, Illkirch - France, SAMNLHOC, coll. « Numéro spécial n°1 », 2014, 46 p. (ISBN 978-2-910575-01-4)